# Winmodem

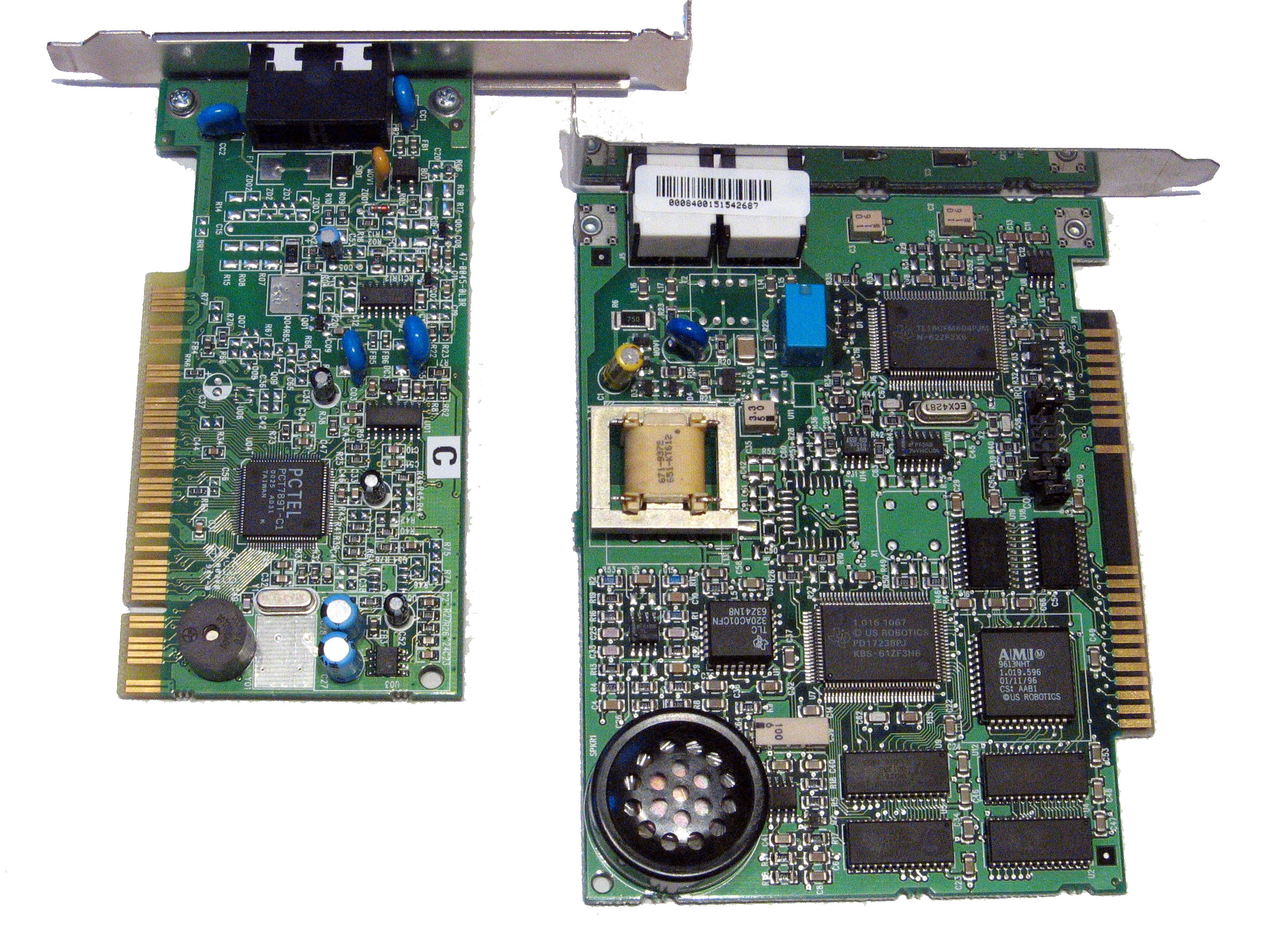
Um Winmodem PCI (à esquerda) junto de um modem ISA tradicional (à direita). O Winmodem ostenta visivelmente menos circuitos do que o modelo tradicional.

Um winmodem, ou softmodem ("modem por software"), é um modem com um mínimo de hardware, projetado para usar os recursos da CPU e a RAM do computador onde é instalado, e até mesmo da placa de som deste, para realizar a maioria das tarefas desempenhadas por hardware dedicado num modem tradicional.
Tornaram-se conhecidos como "winmodems" porque os primeiros softmodems comercialmente disponíveis foram projetados para o sistema operacional Microsoft Windows executando em PCs. Embora seu uso tenha se tornado disseminado em outros sistemas operacionais e máquinas, tais como sistemas embarcados e Linux, ainda são difíceis de usar em ambientes operacionais que não o Windows, devido à falta de suporte dos fabricantes e a falta de uma interface de dispositivo padrão. O termo "Winmodem" é marca registrada da US Robotics, mas é amplamente usado para descrever modelos com tecnologias similares.

### Em inglês
- (em inglês)-Comparativo entre winmodems e modems convencionais
- (em inglês)-Recursos sobre como usar winmodems no Linux

### Em português
- Instalação do winmodem HSP56 Pctel no Slackware por Lindberg Luiz. Visitado em 5 de dezembro de 2007.
- Linmodem em Linux na Rede. Visitado em 5 de dezembro de 2007.